# Hassan Roudbarian
Hassan Roudbarian, né le 6 juillet 1978 à Qazvin, est un footballeur iranien. Il joue au poste de gardien de but avec l'équipe d'Iran et Tractor Sazi FC.

## Carrière

### En équipe nationale
Il a eu sa première cape le 1er mars 2006 à l’occasion d’un match contre l'équipe du Costa Rica.
Roudbarian participe à la coupe du monde 2006 avec l'équipe d'Iran.

## Palmarès
- Champion d'Iran en 2004 avec Paas Teheran
- 18 sélections en équipe nationale entre 2006 et 2007